# Ailee

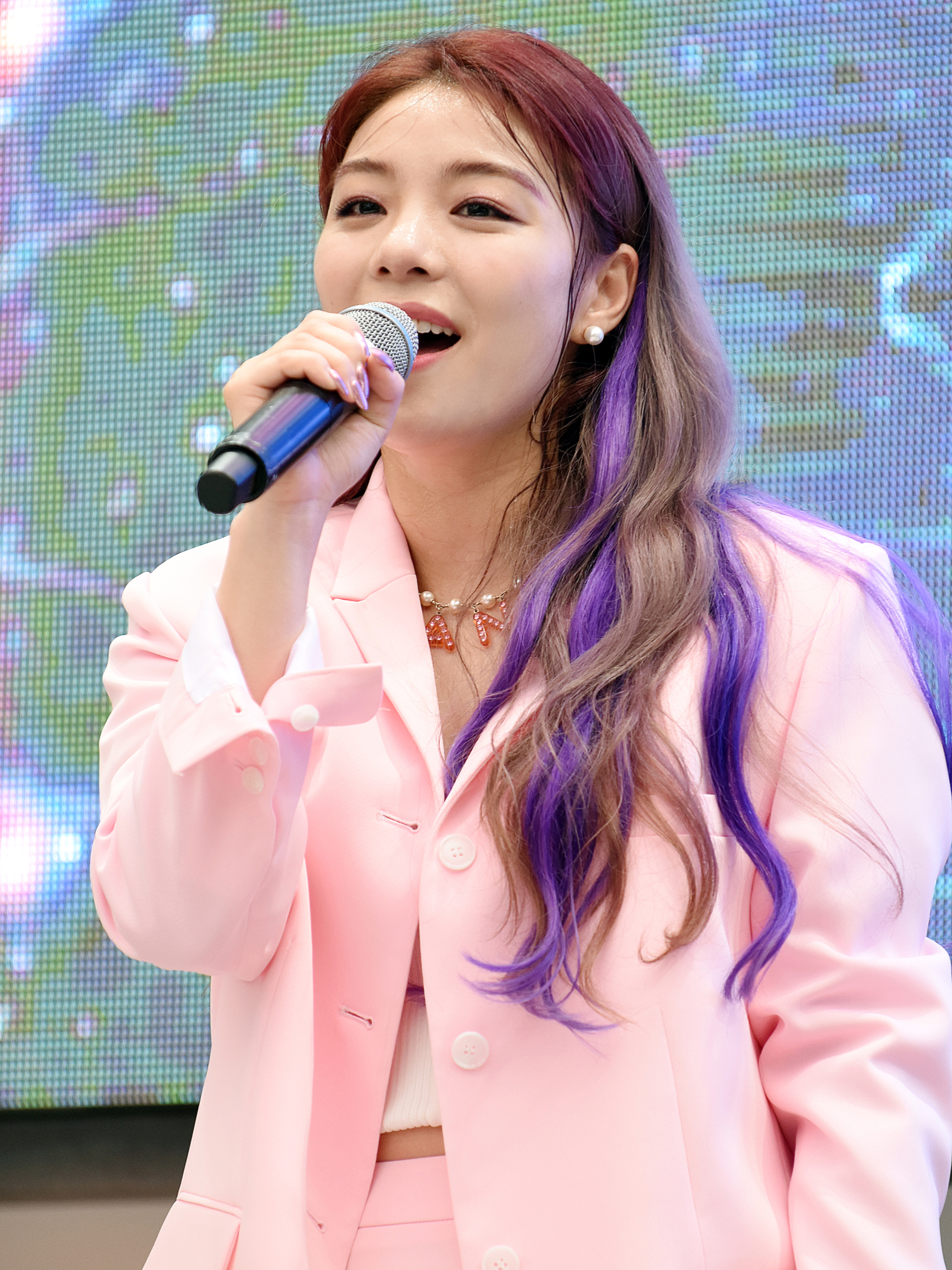
Ailee (2019)

Ailee (kor. 이예진, * 30. Mai 1989 in Denver, Colorado; eigentlich Lee Ye-jin) ist eine südkoreanisch-US-amerikanische Popsängerin.

## Leben
Ailee, die auch Amy Lee genannt wird, wurde in Denver, Colorado, geboren, wuchs allerdings mit einem jüngeren Bruder im US-Bundesstaat New Jersey auf. Sie besuchte die gleichnamige High School in Palisades Park, zog aber später nach Leonia, wo sie die Scotch Plains-Fanwood High School abschloss. Sie studierte Kommunikation an der Pace University. Sie begann unter dem Indie-Label Muzo Entertainment mit ersten Gesangstätigkeiten. 2010 zog sie nach Südkorea.
Dort wirkte sie ab 2012 in der Fernsehserie Dream High, einer südkoreanischen Musikfernsehserie, orientiert an High School Musical, mit. Noch im selben Jahr erschien das Album Invitation (The First Mini Album) im Label YMC Entertainment. In den folgenden Jahren erschien bis 2015 jährlich ein weiteres Studioalbum. Weihnachten 2016 begann ihre erste nationale Tour mit sieben Auftritten in südkoreanischen Großstädten.
2019 veröffentlichte das Label DreamT Entertainment das Album butterFLY. Die Jahre zuvor erschienen außerdem einige Singles.

## Diskografie

### Studioalben
| Jahr | Titel Musiklabel               | Höchstplatzierung, Gesamtwochen, AuszeichnungChartsChartplatzierungen (Jahr, Titel, Musiklabel, Platzierungen, Wochen, Auszeichnungen, Anmerkungen) | Anmerkungen                            |
| Jahr | Titel Musiklabel               | KR | Anmerkungen                            |
| ---- | ------------------------------ | --- | -------------------------------------- |
| 2015 | Vivid YMC Entertainment        | KR7 (7 Wo.)KR | Erstveröffentlichung: 1. Oktober 2015  |
| 2019 | Butterfly DreamT Entertainment | KR32 (1 Wo.)KR | Erstveröffentlichung: 2. Juli 2019     |
| 2021 | Amy The L1ve                   | KR48 (1 Wo.)KR | Erstveröffentlichung: 27. Oktober 2021 |
| 2022 | I’m Lovin’ Amy The L1ve        | — | Erstveröffentlichung: 7. März 2022     |

### EPs
| Jahr | Titel Musiklabel                 | Höchstplatzierung, Gesamtwochen, AuszeichnungChartsChartplatzierungen (Jahr, Titel, Musiklabel, Platzierungen, Wochen, Auszeichnungen, Anmerkungen) | Anmerkungen                              |
| Jahr | Titel Musiklabel                 | KR | Anmerkungen                              |
| ---- | -------------------------------- | --- | ---------------------------------------- |
| 2012 | Invitation YMC Entertainment     | KR10 (16 Wo.)KR | Erstveröffentlichung: 16. Oktober 2012   |
| 2013 | A’s Doll House YMC Entertainment | KR6 (15 Wo.)KR | Erstveröffentlichung: 12. Juli 2013      |
| 2014 | Magazine YMC Entertainment       | KR6 (6 Wo.)KR | Erstveröffentlichung: 25. September 2014 |
| 2016 | A New Empire YMC Entertainment   | KR10 (4 Wo.)KR | Erstveröffentlichung: 5. Oktober 2016    |
| 2020 | I’m Rocket3 Entertainment        | KR45 (1 Wo.)KR | Erstveröffentlichung: 6. Oktober 2020    |
| 2021 | Lovin’ Rocket3 Entertainment     | KR64 (2 Wo.)KR | Erstveröffentlichung: 7. Mai 2021        |

### Single-Alben
| Jahr | Titel Musiklabel      | Höchstplatzierung, Gesamtwochen, AuszeichnungChartsChartplatzierungen (Jahr, Titel, Musiklabel, Platzierungen, Wochen, Auszeichnungen, Anmerkungen) | Anmerkungen                            |
| Jahr | Titel Musiklabel      | KR | Anmerkungen                            |
| ---- | --------------------- | --- | -------------------------------------- |
| 2023 | Ra Ta Ta A2Z, Dreamus | KR93 (1 Wo.)KR | Erstveröffentlichung: 10. Oktober 2023 |

### Singles
| Jahr                   | Titel Album                                                       | Höchstplatzierung, Gesamtwochen, AuszeichnungChartplatzierungen (Jahr, Titel, Album, Platzierungen, Wochen, Auszeichnungen, Anmerkungen) | Höchstplatzierung, Gesamtwochen, AuszeichnungChartplatzierungen (Jahr, Titel, Album, Platzierungen, Wochen, Auszeichnungen, Anmerkungen) | Anmerkungen                                  |
| Jahr                   | Titel Album                                                       | KR | JP | Anmerkungen                                  |
| ---------------------- | ----------------------------------------------------------------- | --- | --- | -------------------------------------------- |
| Südkoreanische Singles |                                                                   | | |                                              |
|                        |                                                                   | | |                                              |
| 2012                   | Heaven Invitation                                                 | KR3 (19 Wo.)KR | — | Erstveröffentlichung: 9. Februar 2012        |
| 2012                   | I Will Show You (보여줄게) Invitation                             | KR3 (22 Wo.)KR | — | Erstveröffentlichung: 2012                   |
| 2012                   | Evening Sky (저녁 하늘) Invitation                                | KR21 (18 Wo.)KR | — | Erstveröffentlichung: 2012                   |
| 2013                   | Scent of a Woman (여인의 향기) Strawberry Extreme Festival Part 1 | KR30 (3 Wo.)KR | — | Erstveröffentlichung: 2013                   |
| 2013                   | U&I (유앤아이) A’s Doll House                                     | KR1 (15 Wo.)KR | — | Erstveröffentlichung: 2013                   |
| 2013                   | No No No (노노노) A’s Doll House                                  | KR21 (6 Wo.)KR | — | Erstveröffentlichung: 2013                   |
| 2013                   | Rainy Day A’s Doll House                                          | KR31 (5 Wo.)KR | — | Erstveröffentlichung: 2013                   |
| 2013                   | Higher –                                                          | KR5 (4 Wo.)KR | — | Erstveröffentlichung: 2013 feat. Yiruma      |
| 2014                   | Singing Got Better (노래가 늘었어) –                              | KR1 (19 Wo.)KR | — | Erstveröffentlichung: 6. Januar 2014         |
| 2014                   | Don’t Touch Me (손대지마) Magazine                                | KR2 (26 Wo.)KR | — | Erstveröffentlichung: 2014                   |
| 2014                   | Sudden Illness (문득병) Magazine                                  | KR69 (2 Wo.)KR | — | Erstveröffentlichung: 2014                   |
| 2014                   | Goodbye Now (이제는 안녕) Magazine                                | KR77 (1 Wo.)KR | — | Erstveröffentlichung: 2014                   |
| 2015                   | Johnny (쟈니) –                                                   | KR9 (4 Wo.)KR | — | Erstveröffentlichung: 2015                   |
| 2015                   | Mind Your Own Business (너나 잘해) Vivid                          | KR6 (9 Wo.)KR | — | Erstveröffentlichung: 2015                   |
| 2016                   | If You A New Empire                                               | KR1 (23 Wo.)KR | — | Erstveröffentlichung: 2016                   |
| 2016                   | Home A New Empire                                                 | KR20 (3 Wo.)KR | — | Erstveröffentlichung: 2016 feat. Yoon Mi-rae |
| 2017                   | Reminiscing (낡은 그리움) –                                       | KR30 (1 Wo.)KR | — | Erstveröffentlichung: 2017                   |
| 2019                   | Room Shaker Butterfly                                             | KR54 (2 Wo.)KR | — | Erstveröffentlichung: 2019                   |
| 2019                   | Sweater (Koreanische und Englische Version) –                     | — | — | Erstveröffentlichung: 2019                   |
| 2020                   | When We Were in Love (우리 사랑한 동안) I’m                       | KR88 (2 Wo.)KR | — | Erstveröffentlichung: 2020                   |
| 2020                   | Silent Night –                                                    | — | — | Erstveröffentlichung: 2020                   |
| 2021                   | Make Up Your Mind Lovin’                                          | KR139 (1 Wo.)KR | — | Erstveröffentlichung: 2021                   |
| 2021                   | Spring Flowers (봄꽃) Lovin’                                      | — | — | Erstveröffentlichung: 2021                   |
| 2021                   | Starting Now (깨어나) –                                           | — | — | Erstveröffentlichung: 2021                   |
| 2021                   | Don’t Teach Me (가르치지마) Amy                                   | KR122 (1 Wo.)KR | — | Erstveröffentlichung: 2021                   |
| 2023                   | I’ll Hold You (잡아줄게) Ra Ta Ta                                 | — | — | Erstveröffentlichung: 2023                   |
| 2023                   | Ra Ta Ta                                                          | — | — | Erstveröffentlichung: 2023 feat. Lil Cherry  |
| 2024                   | One Day (하루) –                                                  | KR84 (2 Wo.)KR | — | Erstveröffentlichung: 2024                   |
| 2024                   | Love That Only Heaven Allows –                                    | — | — | Erstveröffentlichung: 2024                   |
| 2024                   | The Boss –                                                        | — | — | Erstveröffentlichung: 2024                   |
| 2024                   | Stronger –                                                        | — | — | Erstveröffentlichung: 2024                   |
| 2024                   | Psalms 150 Project, Vol. 7 –                                      | — | — | Erstveröffentlichung: 2024                   |
| 2025                   | MMI (Me)moir                                                      | — | — | Erstveröffentlichung: 2025                   |
| Japanische Singles     |                                                                   | | |                                              |
|                        |                                                                   | | |                                              |
| 2013                   | Heaven –                                                          | — | JP24 (2 Wo.)JP | Erstveröffentlichung: 2013                   |
| 2014                   | U&I –                                                             | — | — | Erstveröffentlichung: 2014                   |
| 2015                   | Sakura –                                                          | — | — | Erstveröffentlichung: 2015                   |
| Englische Singles      |                                                                   | | |                                              |
|                        |                                                                   | | |                                              |
| 2010                   | Shoe Game –                                                       | — | — | Erstveröffentlichung: 2010                   |
| 2017                   | Fall Back (as A.Leean) –                                          | — | — | Erstveröffentlichung: 2017                   |
| 2019                   | Sweater –                                                         | — | — | Erstveröffentlichung: 2019                   |
| 2022                   | Murder on the Dance Floor I’m Lovin’ Amy                          | — | — | Erstveröffentlichung: 2022                   |

## Filmografie
- 2012: Dream High (Deurim hai) (Fernsehserie, 16 Episoden)